# 普萊森特維爾 (紐約州)
普萊森特維爾（英語：Pleasantville）是美国纽约州西徹斯特郡的一個村莊。據2020年美國人口普查統計，普萊森特維爾有人口7,513人。普萊森特維爾是佩斯大學的校區所在地。